# Dominic Toretto
Dominic Toretto és un personatge de ficció protagonista de la saga cinematogràfica The Fast and the Furious.
Interpretat per Vin Dièsel, el personatge va ser creat pel guionista Gary Scott Thompson.
Dom —sobrenom de Dominic— va ser introduït en la primera pel·lícula de la sèrie The Fast and the Furious (2001). Més tard apareix en Fast & Furious (2009), Fast Five (2011), Fast & Furious 6 (2013), Furious 7 (2015) i Fast 8 (2017), així com realitzant un cameo en el film The Fast and the Furious: Tòquio Drift i en el curtmetratge de la saga Els Bandolers (2009).
El rol de Dièsel li va atorgar estar en les llistes de Hollywood, guanyant en 2002 i 2014 el MTV Movie Awards al millor equip de pantalla juntament amb Paul Walker que interpretava a Brian O'Conner.
El personatge interpretat per Vin Dièsel ha donat crèdit per a la longevitat de la saga, i l'actor ha esdevingut fortament identificadose amb el paper.

## Biografia

### Vida
Dominic Toretto va néixer el 18 de juliol de 1968, fill d'un corredor professional. En un cert moment va ser testimoni de com el seu pare moria en estavellar el seu vehicle contra un mur a gairebé 200 km/h, en una cursa en la qual es va veure involucrat Kenny Linder.
Una setmana després, Dom va veure a Linder i va donar-li cops amb una clau anglesa de tub. Tot i que sembla que no era la seva intenció, va perdre els papers i va acabar fent-li més mal que no pretenia. Linder després va haver de treballar de bidell en un institut, impedit per seguir conduint.
Per aquests fets, van expulsar Dom dels circuits per a tota la vida, centrant-se solament en carreres de quart de milla (400 metres); i sentint que durant aquests segons aconseguia la llibertat que desitjava.
A causa de l'agressió a Linder, Toretto va passar dos anys a la presó de Lompoc, acusat d'atac amb arma blanca.
Gràcies al seu pare, Toretto té habilitats com a corredor i mecànic molt vàlides. La major part de la seva banda, sobretot Vincent, van ser amics de joventut.
The Fast and the Furious 1
Dominic porta una botiga d'ultramarins i un garatge com a tapadora de les seves curses nocturnes il·legals. Surt amb una vella amiga, Letty Ortiz. Durant aquest temps, s'encarreguen de robar mercaderies de camions de càrrega de gran valor, Brian O'Conner, un agent de policia infiltrat com Brian Earl Spilner se li assigna la missió de trobar als lladres, Dom li permet unir-se a la seva banda després d'ajudar-li a fugir de la policia i del seu competidor, Johnny Tran.
Dom decideix realitzar un últim atracament de camions. Mentre està en això, s'adona que el seu conductor porta una escopeta. Vince està en perill, així que ell i Letty li ajuden. Finalment, Brian els ajuda i acaba demanant un helicòpter de rescat, descobrint la banda que en realitat és un policia, i deixant-li de costat enfadats. Finalment assassina a Johnny Tran i Brian li dona les seves claus a Dom i li permet fugir.
The Fast and the Furious 2
Toretto no apareix en aquest lliurament, encara que és esmentat diverses vegades quan els agents federals i/o Roman Pearce li pregunten a Brian per què no segueix al capdavant de la policia. Això pot entendre's com que O'Conner ha estat suspès per ajudar a Dominic a fugir.
The Fast and the Furious, Els Bandolers
En la República Dominicana; l'equip format per Dom, Tego, Santos, Cara i Han gaudeix d'un menjar. Després de treure a Leo de presó, es dirigeixen a un club, on Han i Cara flirtegen mentre Dom es reuneix amb un polític local anomenat Elvis, informant d'una oportunitat de robar un carregament de gas. Mentre es relaxen en el club, Dom se sorprèn per l'arribada de Letty, que li ha seguit des de Mèxic. Els dos van plegats cap a la platja, on reaviven la seva relació.
The Fast and the Furious 4
Dominic i el seu equip estan robant uns tancs de gasolina en la República Dominicana. Temps després, ell es troba a Panamà, on rep una trucada de la seva germana informant-li de la mort de Letty. Dominic decideix tornar a Los Angeles, en el lloc de l'accident les pistes els porta fins a un dels assistents d'Arturo Braga
Dominic es fica en una carrera de carrer, en la qual els seus participants seran posats a prova per formar un equip que treballa transportant heroïna entre la frontera mexicana i la nord-americana. Dominic acaba guanyant la carrera, l'equip coneix a Fenix Calderon, home de Braga i responsable de la mort de Letty. li tendeixen un parany a Braga demanant-li que es mostri, resulta ser un impostor portat com a esquer, sent en realitat Campos el veritable Braga. Segresten a braga en una església, on ho retenen els seus homes intenten atrapar-los, decideixen fugir a tota velocitat per tornar als EUA.
Brian acaba estavellant el seu cotxe en el qual porta Braga, arribant poc després Fenix. Abans que aquest pugui matar-li, Dominic apareix i li atropella, causant la seva mort. Poc després, les autoritats policials arriben i atrapen a Braga. Dominic, en comptes de fugir, decideix afrontar els seus delictes i lliurar-se a l'espera d'un judici, en el qual per desgràcia és declarat culpable i condemnat a cadena perpètua.
The Fast and the Furious 5
Mia, Brian, Tego i Rico Santos atraquen l'autobús penitenciari alliberant així a Dom, convertint-se en pròfugs.
El pla del grup és atacar a una de les cases perquè serveixi de cimbell a Reyes, ja que decideixen que no és possible assaltar les 10 cases sense que aquestes mouen els seus diners. Després de fer-ho, Reyes decideix unir tots els diners en un només lloc: la comissaria central. Una vegada tenen llest l'assalt a la comissaria, el grup és assaltat per sorpresa per Hobbs i els seus companys, que acaben detenint a la banda. Mentre són transportats cap a l'aeroport per a la seva extradició, no obstant això, el comboi és assaltat pels homes de Reyes; morint Vince i tots els homes de Hobbs. És llavors quan decideixen, per venjança, realitzar l'atracament, aquesta vegada amb l'ajuda de Hobbs i de l'agent Neves.
L'atracament comença l'endemà, arribant a l'estació i portant-se els diners de Reyes, allotjat en la seva càmera forta, arrossegant aquesta amb els Dodge Charger SRT8 per la ciutat de Riu. Quan ho aconsegueixen, són perseguits per un ampli dispositiu policial, del que la banda es va encarregant a poc a poc fins que, finalment, només queda Reyes amb els seus homes. Brian decideix separar-se de Dominic, mentre aquest aconsegueix envestir el seu vehicle contra el de Reyes, deixant-li ferit.
Dominic s'enfronta a Zizi, home de Reyes, que armat intenta matar-li. No obstant això, apareix Brian just a temps per abatre-li, causant la seva mort. Immediatament després arriba l'agent Hobbs, al com demana ajuda Reyes en tractar-se d'un membre de les forces policials. No obstant això, i sense contemplacions, Hobbs decideix eliminar-ho amb dos tirs en el pit. Ja reunit amb els nois, decideixen planejar l'acció següent: per l'ajuda prestada, Hobbs decideix "fer els ulls grossos" i "donar-los un avantatge" de 24 hores, després de la qual emprendrà la seva crida i cerca. No obstant això, els adverteix que els diners robats ha de ser confiscat. Brian i Dominic accepten i fugen, per descobrir poc després que la càmera està buida i a meitat de persecució la van substituir per fer de cimbell. A continuació, es reparteixen els diners i cadascun ho inverteix en els seus plans.
The Fast and the Furious 6
Dom reuneix a la banda per a un últim treball, després que Hobbs li descobreixi que la seva expromesa Letty segueix viva. No obstant això, ella ara treballa per a una banda enemiga, per la qual cosa Dom ajudarà a Luke a enfrontar-se a la mateixa.
The Fast and the Furious 3
Durant les aventures d'Han a Tòquio, Dom li fa una petita visita; realitzant una carrera. En ella revela que el seu vehicle (un 1970 Plymouth Road Runner) solia pertànyer a Han, però ell l'hi va guanyar en una carrera.
The Fast and the Furious 7
Dom i els seus amics han de lluitar contra Ian Shaw i els seus aliats per restaurar l'ordre,ja que Ian Shaw busca venjar-se per la mort del seu germà i vol matar a Dom i Brian.

### Personalitat
Toretto ha estat descrit com un pare rude, però afectuós amb el seu lleial equip; dotant-los de menjar, protecció, i un codi moral aspre per viure.
Vin Dièsel ha descrit Toretto com "un personatge fort, un cuidador". En contrast amb la relació distanciada d'O'Conner amb el seu pare, Toretto prioritza a "la família primer" i és molt protector amb Mia. El personatge també s'implica en la seva religiositat.

### Relacions
L'interès d'amor principal de Dominic és Letty Ortiz, però aquesta desapareix (a la qual creuen que han assassinat), i manté una relació amb l'agent de policia Elena Neves, fins que Letty torna, amb amnèsia, i torna amb ella.
Dom i Letty es van casar en secret i l'icònic collaret de la creu de Dom, simbolitza el seu enllaç.

## Cotxes

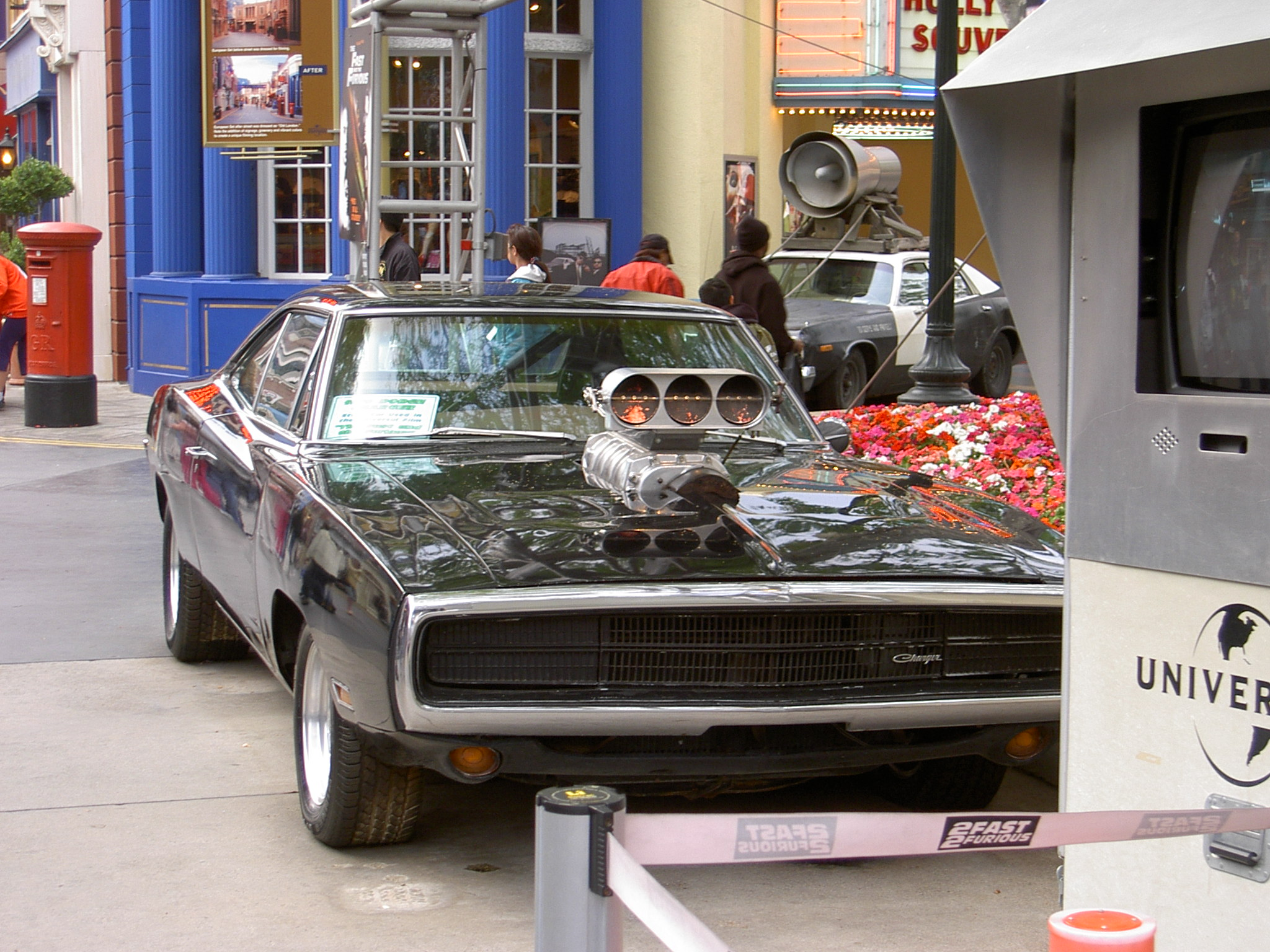
Dominic 1970 Dodge Charger R/T cotxe de quadre damunt exhibició a Hollywood d'Estudis Universals.

| Pel·lícula                             | Automobilístic                                  |
| -------------------------------------- | ----------------------------------------------- |
| El Ràpid i el Furiós                   | 1993 Mazda RX-7                                 |
| El Ràpid i el Furiós                   | 1995 Fona Cívic                                 |
| El Ràpid i el Furiós                   | 1970 Dodge Charger R/T                          |
| El Ràpid i el Furiós                   | 1994 Toyota Supra                               |
| El Ràpid i el Furiós                   | 1970 Chevrolet Chevelle                         |
| The Fast and the Furious: Tòquio Drift |                                                 |
| 1970 Plymouth Road Runner              |                                                 |
| Els Bandolers                          |                                                 |
| 1966 Pontiac Bonneville                |                                                 |
| Ràpid & Furiós                         | 1987 Buick GNX                                  |
| Ràpid & Furiós                         | 1970 Chevrolet Chevelle                         |
| Ràpid & Furiós                         | 2009 Subaru Impreza WRX STI                     |
| Ràpid & Furiós                         | 1970 Dodge Charger R/T                          |
| Ràpid & Furiós                         | 1973 Chevrolet Camaro F-Bomba                   |
| Fast Five                              | 1970 Dodge Charger R/T                          |
| Fast Five                              | 1963 Chevrolet Corbeta Stingray Esport Magnífic |
| Fast Five                              | 2011 Dodge Charger R/T Cotxe Policial           |
| Fast Five                              | 2010 Dodge Charger SRT8                         |
| Fast Five                              | 2009 Dodge Challenger SRT8                      |
| Fast & Furious 6                       | 2009 Dodge Challenger SRT8                      |
| Fast & Furious 6                       | 2010 BMW I60 M5                                 |
| Fast & Furious 6                       | 1969 Dodge Charger Daytona                      |
| Fast & Furious 6                       | 2013 Dodge Charger SRT8                         |
| Furious 7                              | 1974 Plymouth Barracuda                         |
| Furious 7                              | 1970 Plymouth Road Runner                       |
| Furious 7                              | 1970 Dodge Charger R/T                          |
| Furious 7                              | 2015 Dodge Charger                              |
| Furious 7                              | 2014 Lykan HyperSport                           |
| Furious 7                              | 1968 Dodge Charger R/T                          |